# Tudia
Tudia (em acádio: 𒂅𒁲𒅀; romaniz.: tu-di-ia) é um antigo rei assírio chamado na Lista dos Reis Assírios, e o primeiro dos “dezessete reis que viviam em tendas.” Sua existência não foi confirmada arqueologicamente e não foi corroborada por nenhuma outra fonte. De acordo com o assiriólogo Georges Roux, Tudia teria vivido na última metade do século XXV a.C. (ou seja, em algum lugar entre fl. c. 2 450 - fl. c. 2 400 a.C.). Tudia foi sucedido por Adamu.